# Henry Barrowe

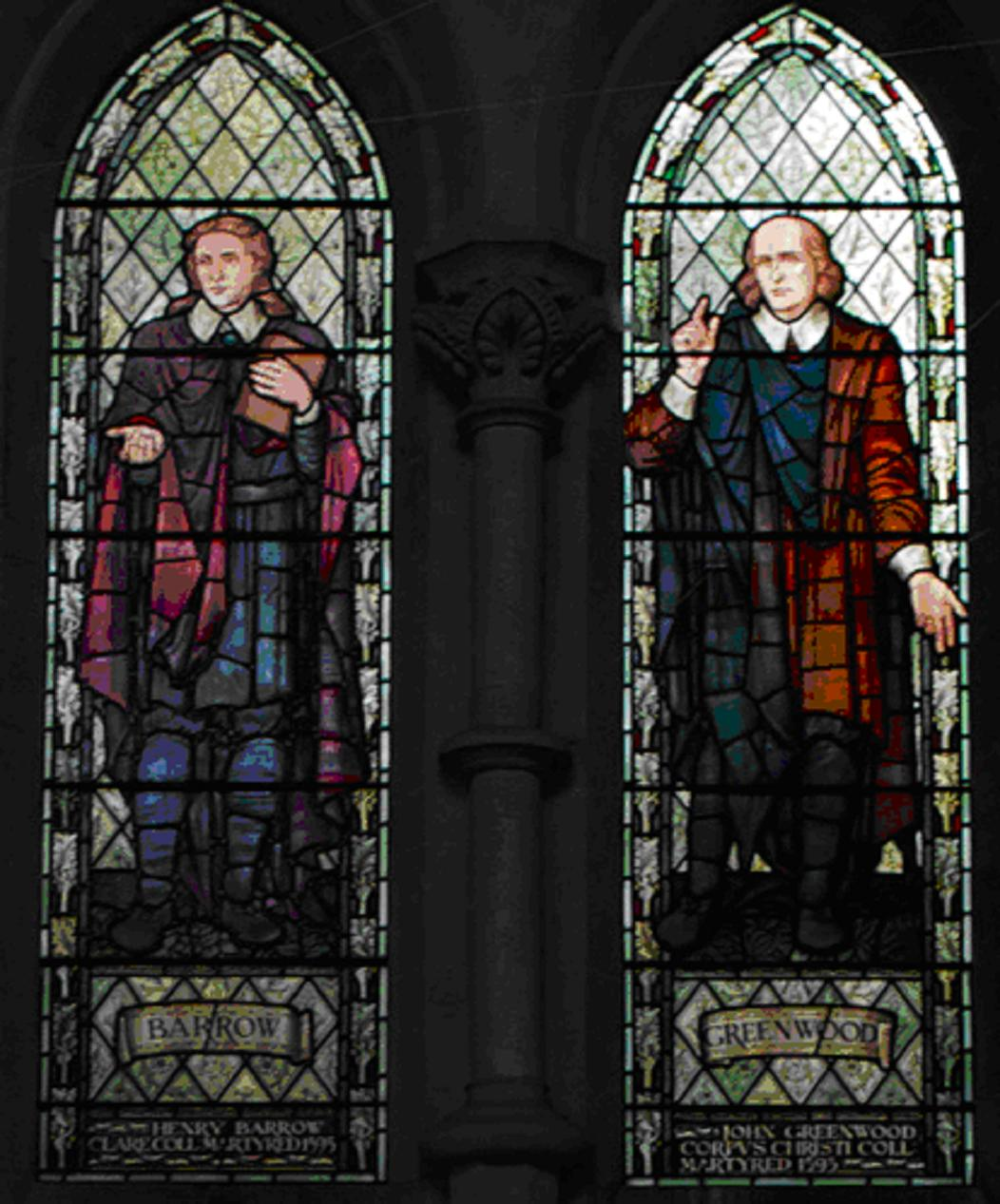
Henry Barrowe & John Greenwood (Emmanuel United Reformed Church, Cambridge)

Henry Barrowe, född omkring 1550, död den 6 april 1593, var en engelsk puritan, av många samtida ansedd som sektstiftare.
Barrowe hade avlagt filosofisk grad i Cambridge och var advokat i London, då han 1586 utgick ur statskyrkan under inflytande av Robert Brownes åsikter. Han kom dock att åsiktsmässigt skilja sig ganska mycket från dennes åsikter, och skapade i stället en egen grupp, de efter honom uppkallade barrowisterna, vilkas andra ledare han blev, och för vilkas lära han lät sitt liv. Han har av vissa utpekats som författare av Martin Marprelate-traktaterna. För sina religiösa åsiker blev Barrowe häktad och avrättad.